# ان‌پی‌او مولنیا
ان‌پی‌او مولنیا (روسی: Научно-производственное объединение «Молния») شرکت صنایع جنگ‌افزاری روس است، که در سال ۱۹۷۶ تأسیس شد.